# Disconeura frater
Disconeura frater là một loài bướm đêm thuộc phân họ Arctiinae, họ Erebidae.